# John F. Carrington
John F. Carrington (21 de marzo de 1914 – 24 de diciembre de 1985  ) fue un misionero inglés y traductor de la Biblia que pasó gran parte de su vida en el Congo Belga . Aprendió a hablar con fluidez el idioma kele y la forma de comunicación afín de los tambores parlantes. También, escribió un libro titulado Los tambores parlantes de África .

## Educación y carrera
Carrington nació en Rushden, Northamptonshire en 1914. Fue hijo de un maestro de escuela. Se formó académicamente en tres centros educativos: Rushden (1918-1925), Northampton School for Boys (1925-1932) y Universidad de Nottingham, donde obtuvo una licenciatura en botánica (1932-1935) y un certificado de enseñanza (1936).  Entre 1936 y 1938, enseñó ciencias y matemáticas en la escuela de varones de Nottingham. 
En 1938, se sintió llamado a ofrecer sus servicios como misionero en la Sociedad Misionera Bautista. Más tarde ese mismo año, llegó al Congo Belga.  
En 1940, se casó con Nora Fleming en Leopoldville.  Adoptaron a un niño zaireño llamado Bolingo. 
De 1938 a 1951 y de 1958 a 1961, Carrington fue director de la escuela primaria de niños en Yakusu, una importante escuela dirigida por la Sociedad Misionera Bautista. De 1951 a 1958 y de 1961 a 1964 fue director de la escuela secundaria y de la escuela de formación de ministros conocida como Instituto Grenfell en Yalemba . En 1947, obtuvo su primer doctorado en la Universidad de Londres con una tesis sobre "Un estudio comparativo de algunas lenguas de gong de África central", que más tarde formó la base de su libro The Talking Drums of Africa . 
Posteriormente, Carrington fue profesor de botánica, etnobotánica y lingüística (1965-1974), decano de estudiantes (1965-1968) y vicepresidente de asuntos académicos (1968-1969) en la Universidad de Kisangani . En 1970 adquirió una maestría en botánica de la Universidad de Reading por su trabajo sobre taxonomía de plantas. Al jubilarse, realizó un segundo estudio de doctorado en botánica en el Imperial College de Londres sobre "La utilización de la madera por los artesanos del Alto Zaire". También obtuvo un diploma en teología del Regent's Park College, donde tomó cursos de griego y hebreo. 
En 1975, realizó una gira por colegios y universidades de los Estados Unidos, hablando sobre tambores parlantes y demostrando las capacidades del tambor en la televisión sureña . En 1979 se convirtió en pastor laico de una pequeña iglesia bautista en Bishopdown, cerca de Salisbury . 
Murió el 24 de diciembre de 1985, tras un infarto masivo. 

## Traducción de la Biblia
Carrington supervisó la traducción del Nuevo Testamento a la lengua Lokele. Formó parte del comité de traducción del Nuevo Testamento del Congo-Swahili (1944-1949). Participó en la traducción del Antiguo Testamento al lingala (1954-1970) y publicó una gramática y un diccionario lingala. Además de estas lenguas, también hablaba holandés, galés y tenía ciertos conocimientos de kimanga.

## Honores
En 1968, la Royal African Society otorgó a Carrington su medalla de oro y lo escogió como becario. También fue miembro del Royal Anthropological Institute y de la Linnaean Society. El gobierno de Zaire lo convirtió en Chevalier de la Orden National du Léopard. Geographic le describió como "una leyenda viva entre los Lokele". En 1954, la revista Time publicó un artículo sobre la investigación de Carrington sobre la batería hablando.

## Conocimiento de batería
El lokele, como la mayoría de lenguas africanas, es una lengua tonal, es decir, aquella en la que el tono musical de la voz, además de las consonantes y las vocales, contribuye a distinguir su significado. En el lenguaje de tambor Lokele, el tono del tambor imita a los patrones de tono de la voz, por lo que sería imposible aprender el lenguaje de tambor sin un conocimiento exhaustivo de la lengua oral correspondiente.
Carrington quedó sorprendido por el hecho de que, aunque no había teléfonos, todo el mundo sabía exactamente cuándo llegaría a un pueblo. Descubrió que la gente local de Kele se comunicaba mediante tambores. Cada pueblo tenía un baterista experto y todo el mundo podía entender la lengua.
Carrington fue el primer europeo en aprender un lenguaje de tambor. Él hablaba tanto Lokele que un entrevistado africano dijo: "No es realmente europeo". La gente local creía que aunque era blanco, Carrington era en realidad un hombre negro que se había reencarnado en una familia blanca. Siempre que Carrington se equivocaba a la hora de traducir o tocar la batería, los jugadores africanos culpaban de su educación blanca.
En Yalemba, Carrington encontró dos lenguajes de tambor más correspondientes a la lengua Heso del pueblo Basoko y la lengua Topoke de los aldeanos Baonga al otro lado del Congo. Sin embargo, descubrió que de los 200 chicos de la escuela sólo 20 sabían batería. Según Carrington, "los chicos ahora dicen: 'Queremos leer y escribir' y ríen del tambor". 
En 1949, Carrington publicó un libro, The Talking Drums of Africa, que describe su tiempo pasado con el pueblo Lokele. El libro destaca la importancia de obtener información de fondo adecuada sobre la lengua hablada antes de que se pueda enseñar la lengua del tambor, ya que el hablante debe ser suficientemente fluido para comunicarse. También cubre las traducciones de tambor, la construcción del tambor, y en las que se tocaron situaciones sociales, pero no aborda los temas de velocidad, ritmo y cómo debería terminar una frase, algo que muchos creen que es un concepto clave para entender la lengua del tambor. El libro también destaca que la lengua del tambor es un arte moribundo y que los estrechamente asociados con él deberían estar orgullosos de su arte nativo.Sin embargo, cuando se publicó el libro, el lenguaje del tambor Kele ya estaba cayendo en desuso; hoy se ha extinguido. Sin embargo, el libro de Carrington sigue siendo una de las declaraciones más autorizadas sobre tambores hablantes.

## Obras seleccionadas
- John F. Carrington (1944). The drum language of the Lokele tribe. UP.
- John F. Carrington (1947). The initiation language, Lokele tribe.
- John F. Carrington (1949). A comparative study of some Central African gong-languages. Falk, G. van Campenhout, successeur.
- John F. Carrington (1949). Talking drums of Africa. Carey Kingsgate Press.
- John F. Carrington; D. Ridley Chesterton; William A. Deans; Ella Spees; R. E. Harlow; Getrud Koppel; J. Grainger; Annie M. Cowell et al. (1955). Kitabu cha Zaburi. British and Foreign Bible Society.
- Malcolm Guthrie; John F. Carrington (1988). Lingala grammar and dictionary: English-Lingala, Lingala-English. Baptist Missionary Society.